# Gambier-szigetek
A Gambier-szigetek (franciául: Îles Gambier, hivatalosan Archipel des Gambier) egy politikailag Francia Polinéziához tartozó, vulkáni eredetű szigetcsoport a Dél-Csendes-óceánon. Szigetei a durván hatszögletű Gambier-atoll Gambier-atoll peremén, illetve belsejében helyezkednek el. A közrezárt lagúna belsejében a szigetek vulkániak, az atollból kiemelkedők (főleg a lagúna északi és északkeleti, jóval kevésbé keleti peremén) értelemszerűen korallszigetek.
Az Acteon szigetcsoportot és a közeli Temoe atoll csoportot néha szintén a Gambier-szigetekhez sorolják.

## Földrajz

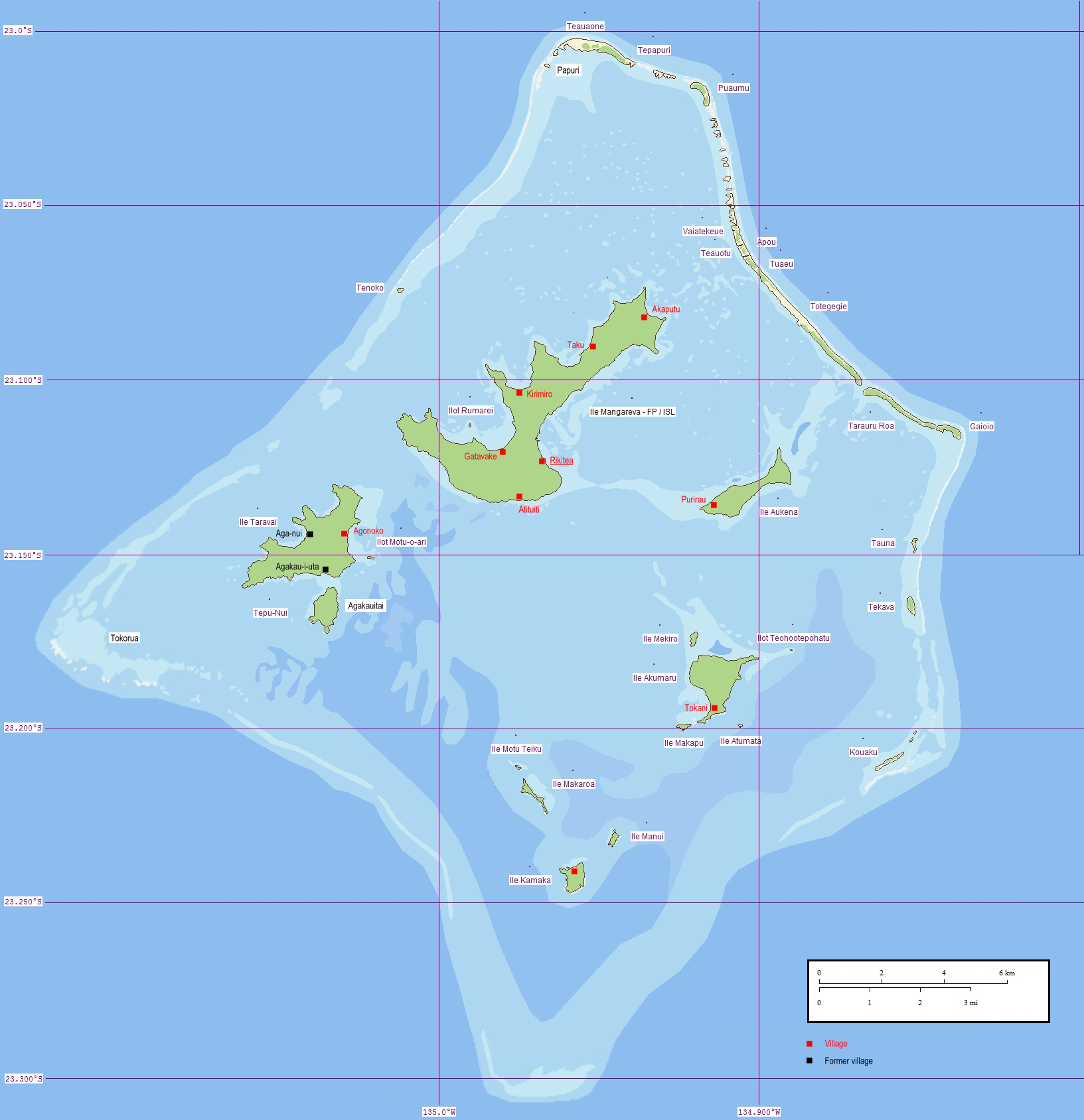
Gambier-szigetek (Mangareva)

Ahogy a Dél-Csendes-óceán vulkanikus eredetű szigeteit általában, a Gambier-szigeteket is a csendes-óceáni, indiai, eurázsiai és Fülöp-szigeteki tektonikus lemez mozgása hozta életre. A lemezek ütközése a lávát a tengerfenékről felfelé tolta, amely szigeteket hozott létre. A folytonos mozgás eredménye képen szigetláncok alakultak ki mindenfelé az óceánon. Később a kihűlt és megkeményedett kőzeteket az óceán vize erodálta és kialakultak az atollok. A szigetek körül kialakult korálzátonyok megmaradtak, a szigetek pedig elkoptak, ezáltal hatalmas kör alakú zátonyok is kialakultak, amelyekben néha megmaradt a sziget is. Az így kialakult lagúnákban az élet nyugodt és hemzsegő. A másik típusú sziget a motu, amely a korálzátonyok tetejére lerakódott vékony rétegű homokból jött létre. Ezeken csupán néhány kókusz pálma van általában és az élőlények száma is igen csekély. A Gambier-szigetek Francia Polinézia legtávolabbi szigetcsoportja, mintegy 1643 km Tahititől. A 8 km hosszú, 14 km2-es Mangareva szigetet 64 km hosszú korálzátony zárja körbe, amelyen három átjáró létezik a nyílt óceán és a sziget között. Mangareva mellett szintén fontos sziget még Akamaru, Angakauitai, Aukena, Kamaka, Kouaku, Makapu, Makaroa, Manui, Mekiro és Taravai. Ezek Mangarevához hasonlóan vulkanikus eredetűek. Vannak közöttük azonban korálszigetek is, mint például Papuri, Puaumu, Totengengie és a Tokorua szigetcsoport.
Mangareva teljes népessége 2006-ban 1103 fő volt. A legnagyobb település Rikitea falu Mangareva szigetének keleti részén található. A Gambier-szigetek legmagasabb pontja a Mangareva déli partján magasodó Duff-hegy, amelynek magassága 441 m.
Gazdaságuk szerény mezőgazdaságon, valamint a gyöngytenyésztésen alapszik.

## Közigazgatása
A Gambier települési önkormányzathoz tartoznak a Gambier-szigetek (a lakatlan Temoe-atollal együtt, amely 40 km van keletre a Gambier szigetcsoporttól), a nyugaton lévő, lakatlan Acteon szigetcsoport (Matureivavao, Tenararo, Tenarunga, Vahanga), valamint Dél-Marutea, Kelet-Maria és Morane atollok. Ez a csoport sziget és atoll egy 35 km²-es területen helyezkednek el.
Annak ellenére, hogy ezek a szigetek egy települési önkormányzathoz tartoznak (commune), a fő település a legnagyobb szigeten, Mangareva szigetén lévő Rikitea falu, amelynek lakossága 1103.
A szigetcsoport tagjai:
- Gambier szigetcsoport: Papuri, Teauaone, Tepapuri, Puaumu, Vaiatekeue, Teauotu, Apou, Tuaeu, Totegegie, Tarauru Roa, Gaioio, Tenoko, Rumarei, Mangareva, Aukena, Tokorua, Taravai, Tepu Nui, Angakauitai, Motu-O-Ari, Makapu, Akamaru, Mekiro, Teohootepohatu, Atumata, Tauna, Tekava, Kouaku, Motu Teiku, Makaroa, Manui, Kamaka

- Acteon szigetcsoport: Tenararo, Vahanga, Tenarunga, Matureivavao

A fenti csoportok mellett ide tartozik még Dél-Marutea, Kelet-Maria, Morane és Temoe is.
A Tuamotu-szigetekkel együtt alkotják a Gambier-szigetek a Tuamotu-Gambier-szigeteket (fr: (les) (Îles) Tuamotu-Gambier vagy hivatalosan la subdivision administrative des (Îles) Tuamotu-Gambier), amely Francia Polinézia öt közigazgatási körzete közül az egyik.
A Gambier-szigetek Taumotu keleti részével (Anaa, Fangatau, Hao, Hikueru, Makemo, Napuka, Nukutavake, Puka-Puka, Reao, Tatakoto és Tureia) alkotják együtt a Kelet-Gambier-Tuamotu-szigeteket Îles Gambier et Tuamotu Est, amely a 6 választói körzet közül az egyik (circonscriptions électorales).

## Története

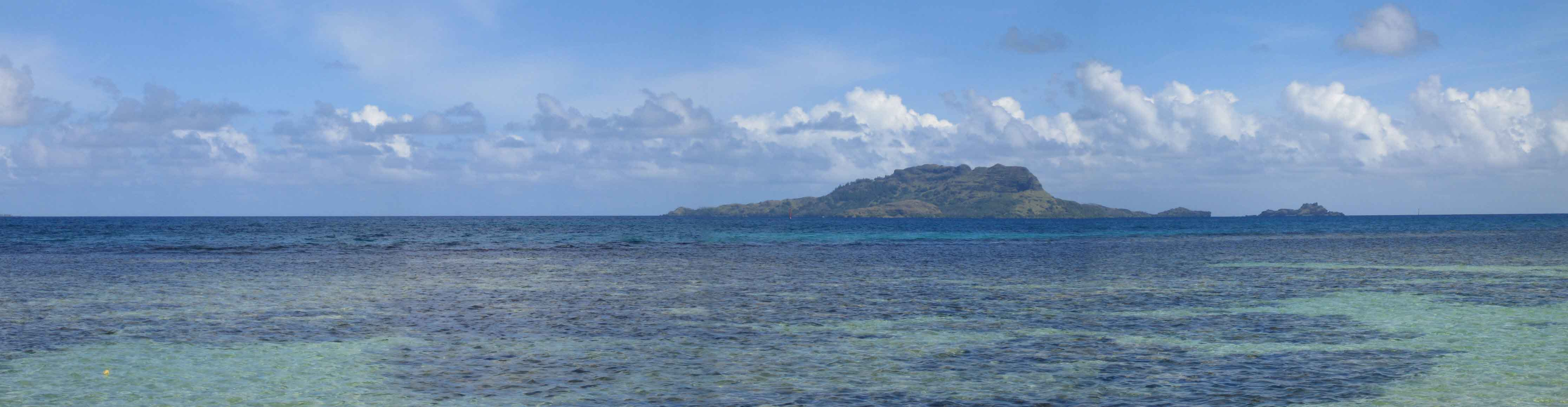
Akamaru

Volt egy időszak (hozzávetőlegesen a 10-15. század környékén) amikor a Gambier-szigeteken több ezer ember is élt. A szomszédos szigetek népeivel kereskedtek, például a Marquises-szigeteken, a Társaság-szigeteken és a Pitcairn-szigeteken. Azonban a túlzott fakivágások miatt a szigetlakók majdnem teljesen kiirtották az erdőket Mangareva-szigetén. Ez katasztrofális eredményekhez vezetett a szigetek környezetére és gazdaságára nézve. A szigetek néphagyománya szerint a szigeteken polgárháborúk dúltak és a kannibalizmus is felütötte a fejét egyes szigeteken, mivel a külvilágtól ezek a népek lassan teljesen elvágták magukat. Régészeti tanulmányok igazolták ezt a tragikus történetet. Mára a szigetek csupán pár száz ember ellátására alkalmasak.
1834-ben Honoré Laval és François Caret belga jezsuita papok megalapították a római katolikus missziót a szigeteken. Állítólag elég kegyetlen uralmat tartottak fent és keményen dolgoztatták a helyieket (olykor halálra), hogy egy 'Istentől származó települést' hozzanak létre. Építettek egy hatalmas katedrálist, egy kolostort, ültetvényeket és egy iskolát. A Tahitiben lévő francia kormányhoz számtalan panasz érkezett, amely végül oda vezetett, hogy az ügyet kivizsgálták. Ennek végén, 1846-ban Honore Lavalt Tahitibe vitték, ahol elmebajjal kezelték. Papeete városban halt meg 1880-ban.
A Gambier-szigeteket a franciák bekebelezték 1881-ben, majd ezt a területet szemelték ki a franciák nukleáris fegyvereik teszteléséhez. A terület még pontosabban Mururoa közelében volt.

## Galéria

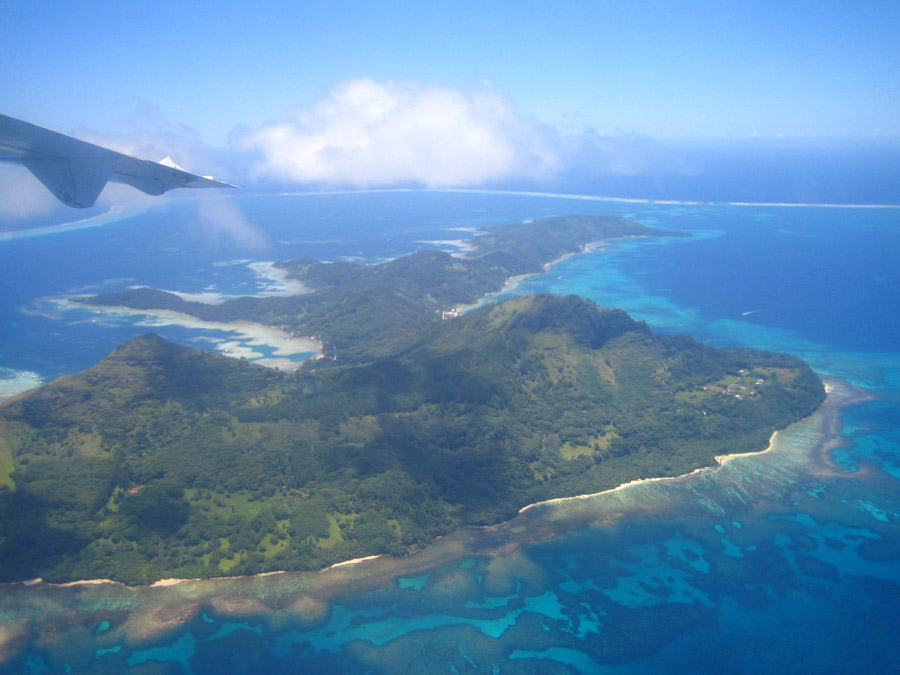
Mangareva
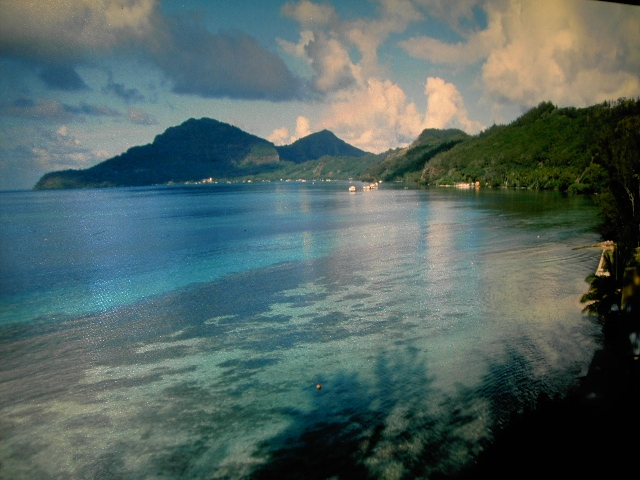
Mangareva
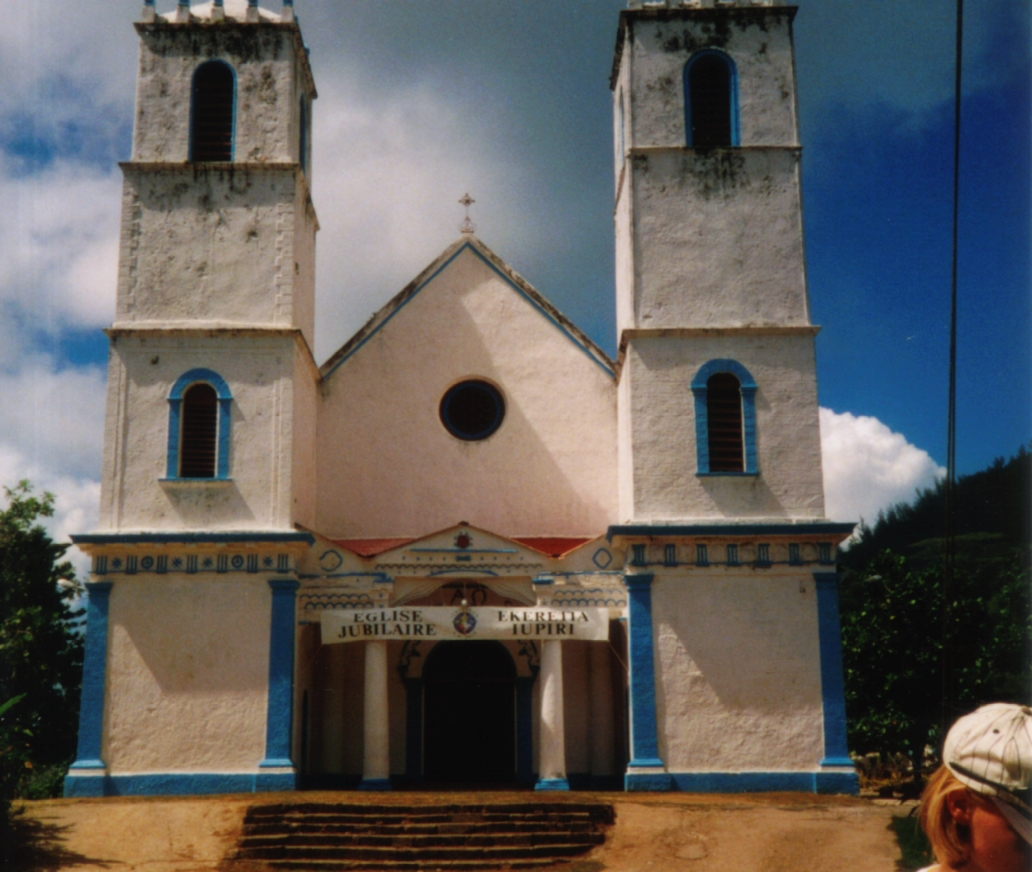
A Saint-Michel katedrális Rikitea szigetén, amely a Dél-Csendes-óceán legnagyobb temploma, 1200 ülőhellyel.
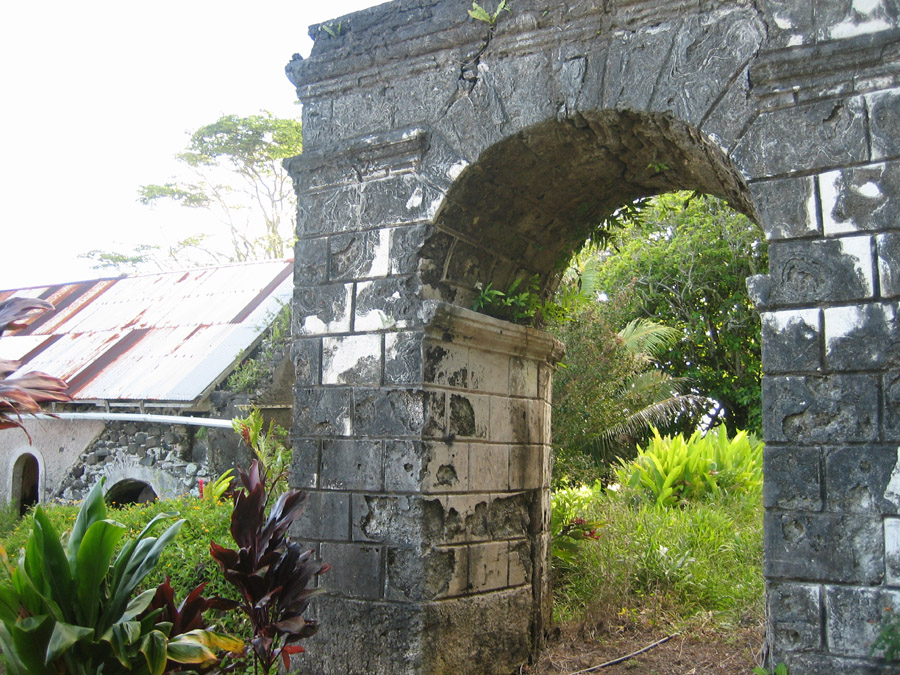
A Rouru kolostor
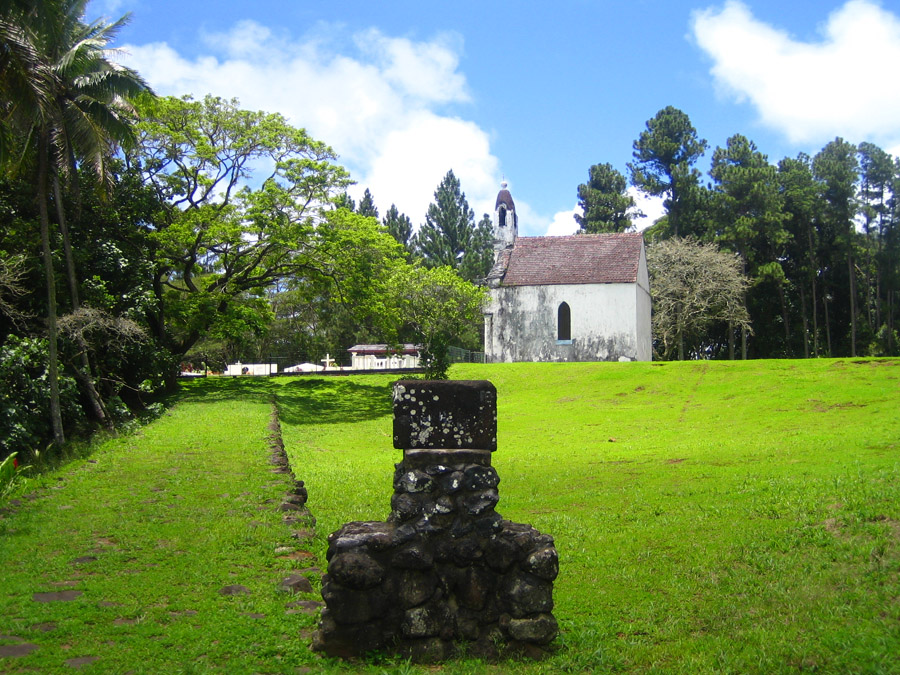
Rikitea királyának sírja.